# شیشک
ششک، روستایی است از توابع بخش چهاردانگه شهرستان ساری در استان مازندران ایران.
می‌باشد.

## جمعیت
این روستا در دهستان گرماب قرار داشته و بر اساس آخرین سرشماری مرکز آمار ایران که در سال ۱۳۸۵ صورت گرفته، جمعیت آن ۱۷۳نفر (۴۶خانوار) بوده‌است.